# Manoir de Garhenec
Le manoir de Garhenec est situé au Croisty en France.

## Localisation
Le manoir est situé sur le territoire de la commune du Croisty, au lieu-dit Garhennec, dans le département du Morbihan en région Bretagne.

## Description
Manoir construit aux XVIIe et XVIIIe siècles. Édifice à un étage carré en granite. Toiture à longs pans croupe.

## Historique
Le logis est construit en 1669 ; les parties agricoles en 1727.
Le manoir est inscrit à l'inventaire général du patrimoine culturelen 1967.